# Premier Padel 2022
Il Premier Padel 2022 è stata la 1ª edizione organizzata per il neo circuito Premier Padel. Fu promosso dalla Federazione Internazionale Padel (FIP).
Fin dall'inizio della competizione, è iniziato un conflitto tra il World Padel Tour (WTP) e i migliori giocatori di questo circuito, dal momento che volevano anche giocare nel Premier Padel, il che ha portato il WPT a intentare una causa contro i primi 20 giocatori in classifica, sulla base del fatto che ne detengono l'esclusività.
Questa prima edizione di Premier Padel si è conclusa con Ale Galan e Juan Lebron al numero 1 della classifica, avendo vinto 4 degli 8 tornei disponibili.

## Calendario
| Torneo             | Città     | Stato     | Data                     |
| ------------------ | --------- | --------- | ------------------------ |
| Ooredo Catar Major | Doha      | Qatar     | 28 marzo - 2 aprile      |
| Italy Major        | Roma      | Italia    | 21 maggio - 29 maggio    |
| París Major        | Parigi    | Francia   | 11 luglio - 17 luglio    |
| Madrid P1          | Madrid    | Spagna    | 1 agosto - 6 agosto      |
| Argentina P1       | Mendoza   | Argentina | 8 agosto - 14 agosto     |
| NewGiza P1         | Giza      | Egitto    | 24 ottobre - 30 ottobre  |
| México Major       | Monterrey | Messico   | 28 novembre - 4 dicembre |
| Milano P1          | Milano    | Italia    | 5 dicembre - 11 dicembre |

## Risultati
| Torneo Major |
| Torneo P1    |

| Torneo    | Vincitori                          | Finalisti                          | Risultato       |
| --------- | ---------------------------------- | ---------------------------------- | --------------- |
| Doha      | Paquito Navarro Martin Di Nenno    | Ale Galan Juan Lebron              | 6-3 / 7-6       |
| Roma      | Ale Galan Juan Lebron              | Paquito Navarro Martin Di Nenno    | 4-6 / 7-5 / 6-4 |
| Parigi    | Ale Galan Juan Lebron              | Juan Tello Federico Chingotto      | 6-3 / 4-6 / 6-4 |
| Madrid    | Ale Galan Juan Lebron              | Paquito Navarro Martin Di Nenno    | 5-7 / 6-2 / 6-3 |
| Mendoza   | Franco Stupaczuk Pablo Lima        | Fernando Belasteguín Arturo Coello | 6-2 / 4-6 / 7-6 |
| Giza      | Franco Stupaczuk Pablo Lima        | Ale Galan Juan Lebron              | 2-6 / 7-6 / 7-6 |
| Monterrey | Fernando Belasteguín Arturo Coello | Agustín Tapia Sanyo Gutiérrez      | 6-3 / 3-6 / 6-3 |
| Milano    | Ale Galan Juan Lebron              | Víctor Ruiz Lucas Bergamini        | 6-2 / 6-2       |